# San Juan de Plan
San Juan de Plan é um município da Espanha na província de Huesca, comunidade autónoma de Aragão, de área  km² com população de 150 habitantes (2007) e densidade populacional de 2,64 hab/km².

## Demografia
| Variação demográfica do município entre 1991 e 2004 | Variação demográfica do município entre 1991 e 2004 | Variação demográfica do município entre 1991 e 2004 | Variação demográfica do município entre 1991 e 2004 |
| --------------------------------------------------- | --------------------------------------------------- | --------------------------------------------------- | --------------------------------------------------- |
| 1991                                                | 1996                                                | 2001                                                | 2004                                                |
| 170                                                 | 166                                                 | 160                                                 | 147                                                 |